# The Spiral
The Spiral, kallas även 66 Hudson Boulevard, är en skyskrapa som ligger på Manhattan i New York, New York i USA.
Byggnaden uppfördes mellan 2018 och 2022 som en fastighet för kontorsverksamhet. Den är 314 meter hög och har 65 våningar.